# 4S Ranch
4S Ranch è un'area non incorporata della contea di San Diego, in California. Si trova a circa 25 miglia a nord del centro di San Diego e 13 miglia a est dell'Oceano Pacifico nell'area della North County Inland di San Diego. Ad est di 4S Ranch c'è la comunità di San Diego di Rancho Bernardo. A ovest si trova la Santa Fe Valley, che comprende Rancho Santa Fe. Il lago Hodges costituisce il confine settentrionale della comunità, mentre Black Mountain Ranch, che comprende Del Sur e Santaluz, e Rancho Peñasquitos si trovano entrambi a sud. Lo ZIP code è 92127 e la comunità si trova all'interno del prefisso 858.